# Marteau d'armes
Pour les articles homonymes, voir marteau.

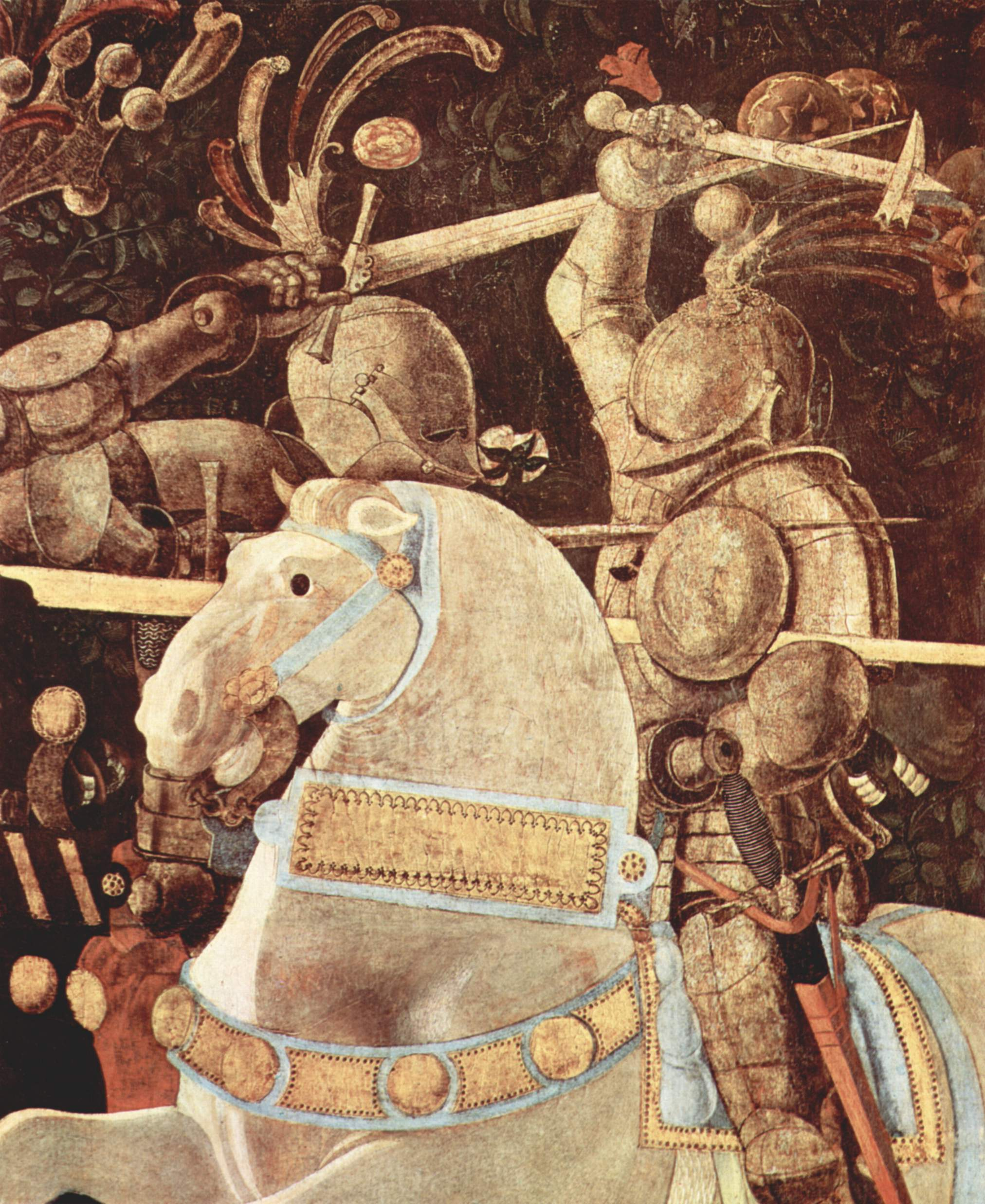
Un chevalier avec un marteau d'armes (peinture de Paolo Uccello).

Le marteau d'armes (ou marteau de guerre) est une arme offensive utilisée au Moyen Âge, efficace contre les armures.
Conçu pour le combat rapproché, il ressemble au marteau par sa forme et est fréquemment muni d'un bec à l'opposé du marteau, que l'on appelle parfois bec de corbin. Le manche pouvait avoir différentes longueurs.

## Historique

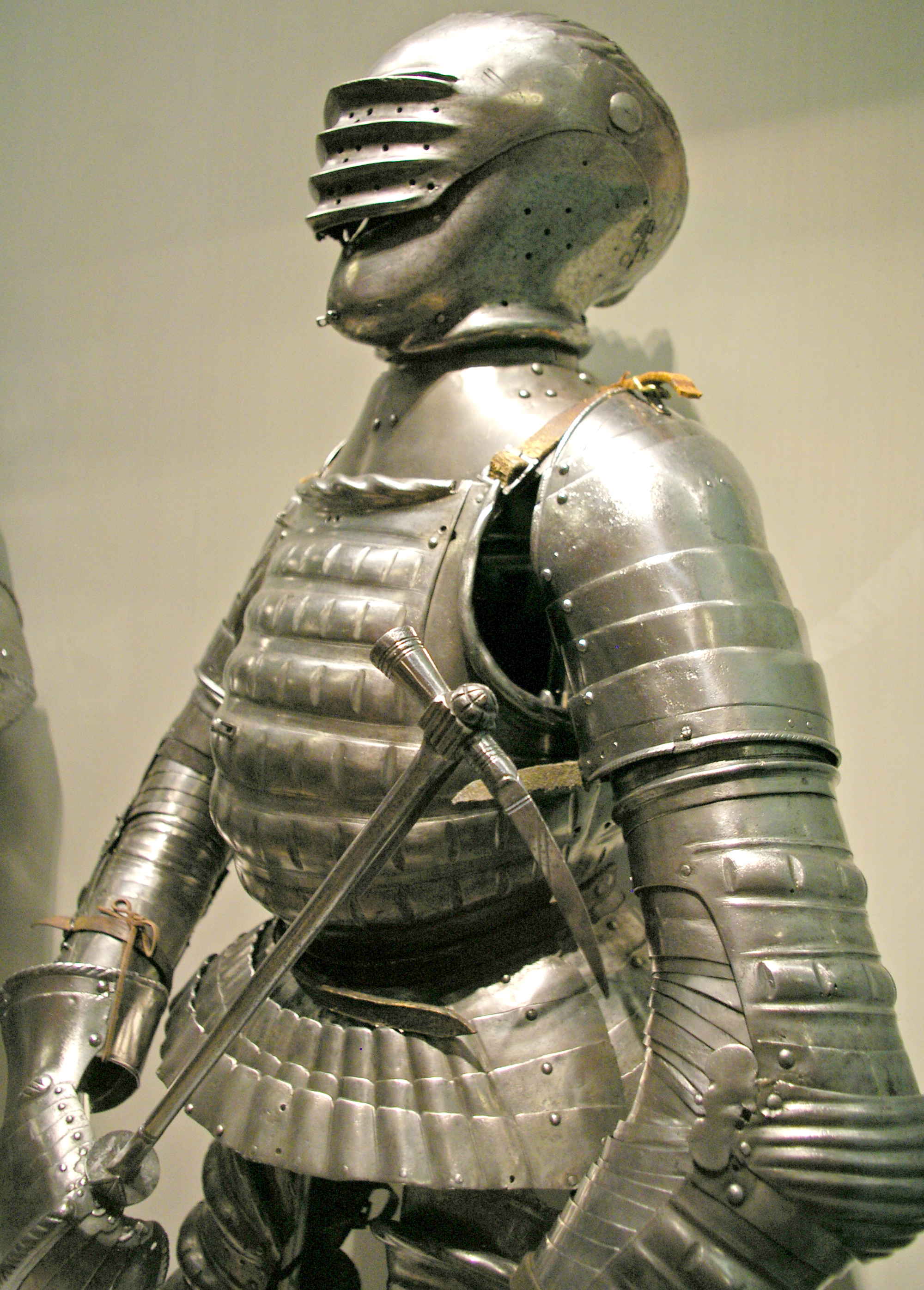
Armure de chevalier tenant un bec de corbin, exposé au Deutsches Historisches Museum à Berlin.

Les armures étant de plus en plus efficaces face aux épées et autres armes tranchantes, beaucoup de chevaliers et de soldats se munirent d'un marteau d'armes.
Le marteau se rapproche dans son usage de la masse d'armes et du fléau d'armes. Si le marteau ne blessait pas l'adversaire, il pouvait toutefois fausser les articulations des armures, empêchant ainsi certains mouvements.
Le marteau d'armes était utilisé par la cavalerie tout comme l'infanterie. L'infanterie préférait des marteaux d'armes plus longs (bec de corbin) pour plus facilement désarçonner les chevaliers.
Comme l'extrémité pointue du marteau est munie d'un crochet ressemblant à un bec d'oiseau, certaines variantes de cette arme ont parfois été appelées simplement bec de corbin, ou bec-de-corbeau, du nom de ce crochet. Le bec de corbin désigne le plus souvent un marteau d'armes à manche long.

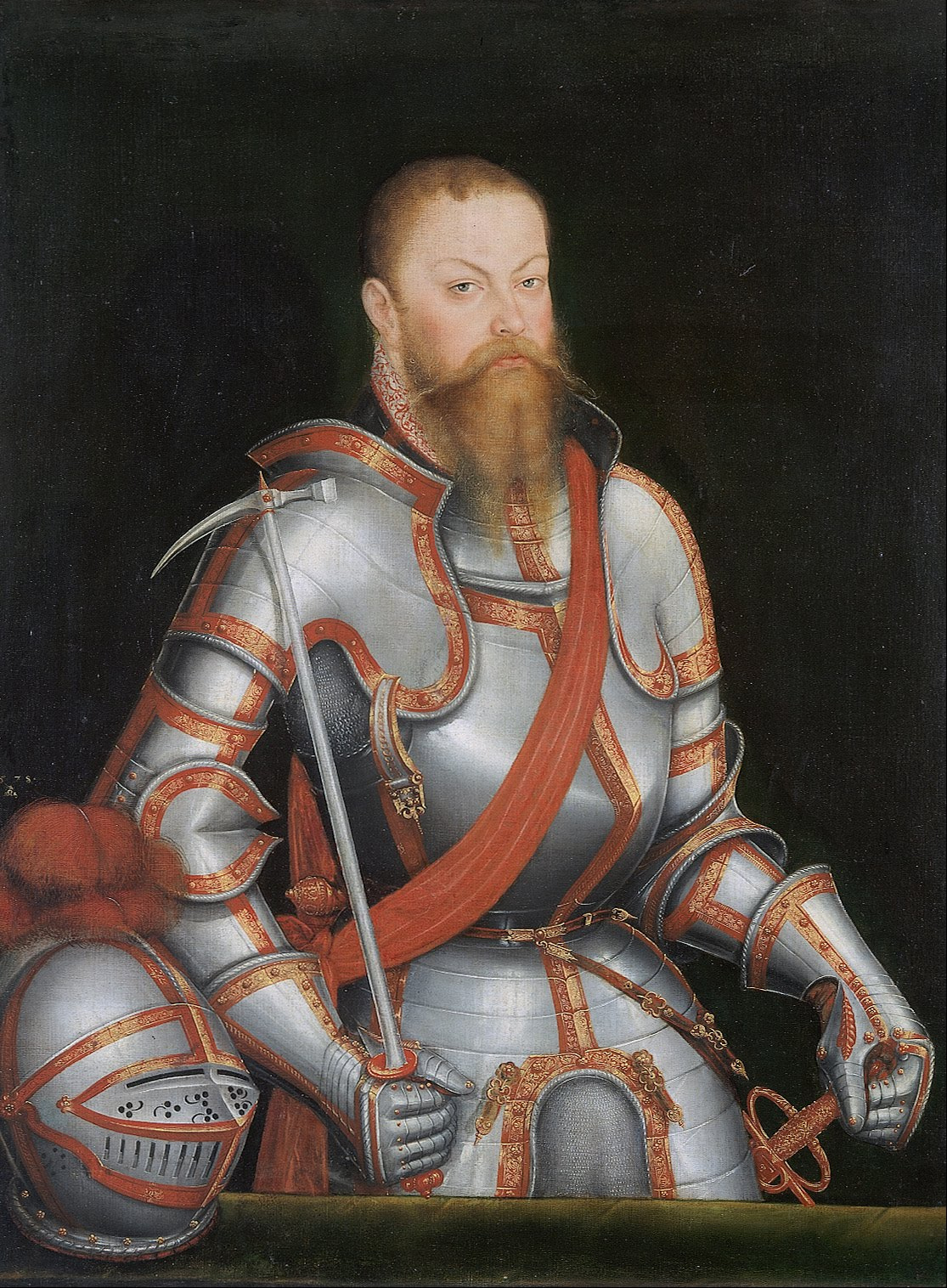
Maurice de Saxe portant un marteau de guerre sur un portrait posthume.
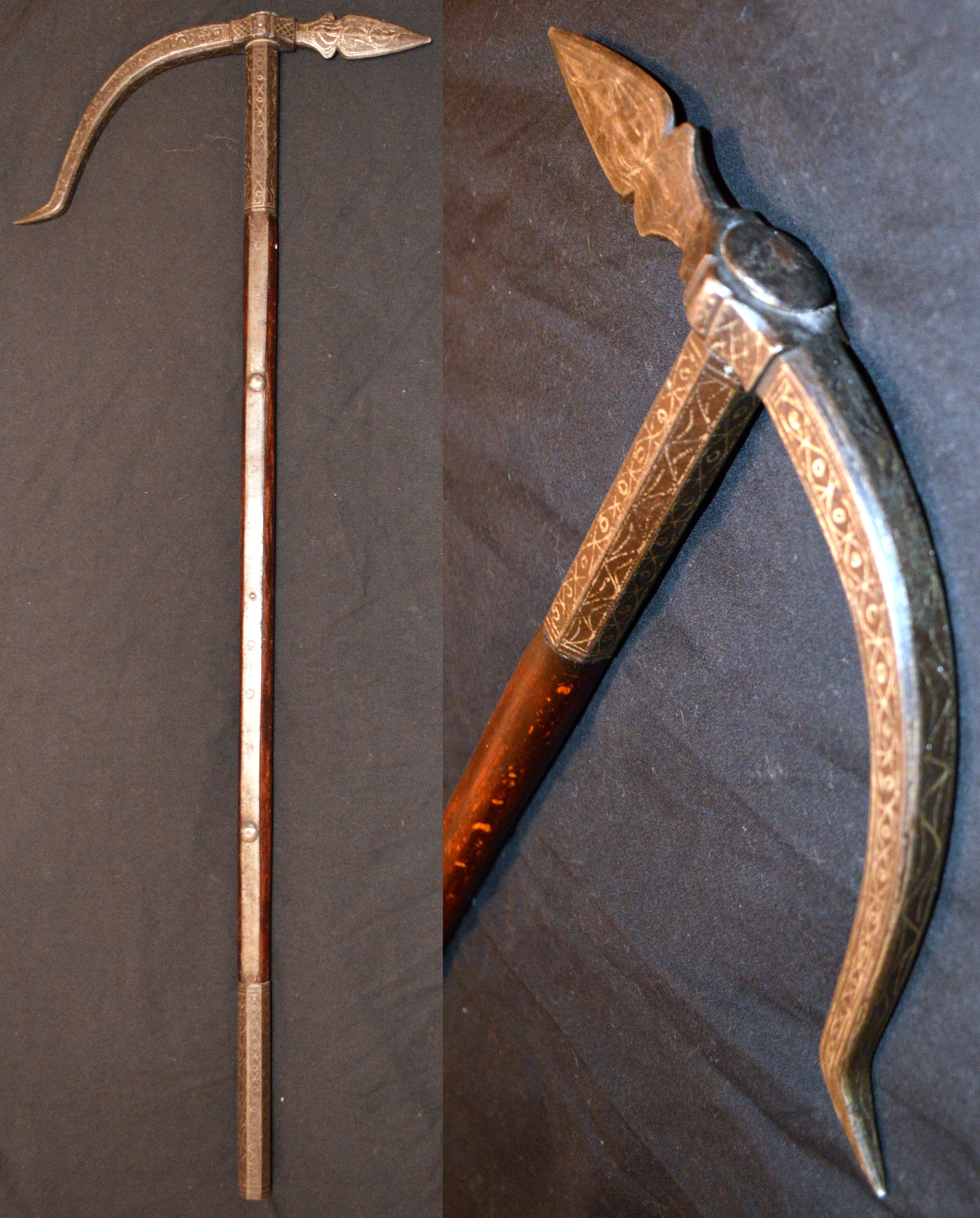
Marteau d'armes indien du XIXe siècle.
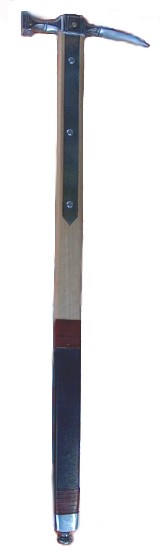
Un marteau d'armes.
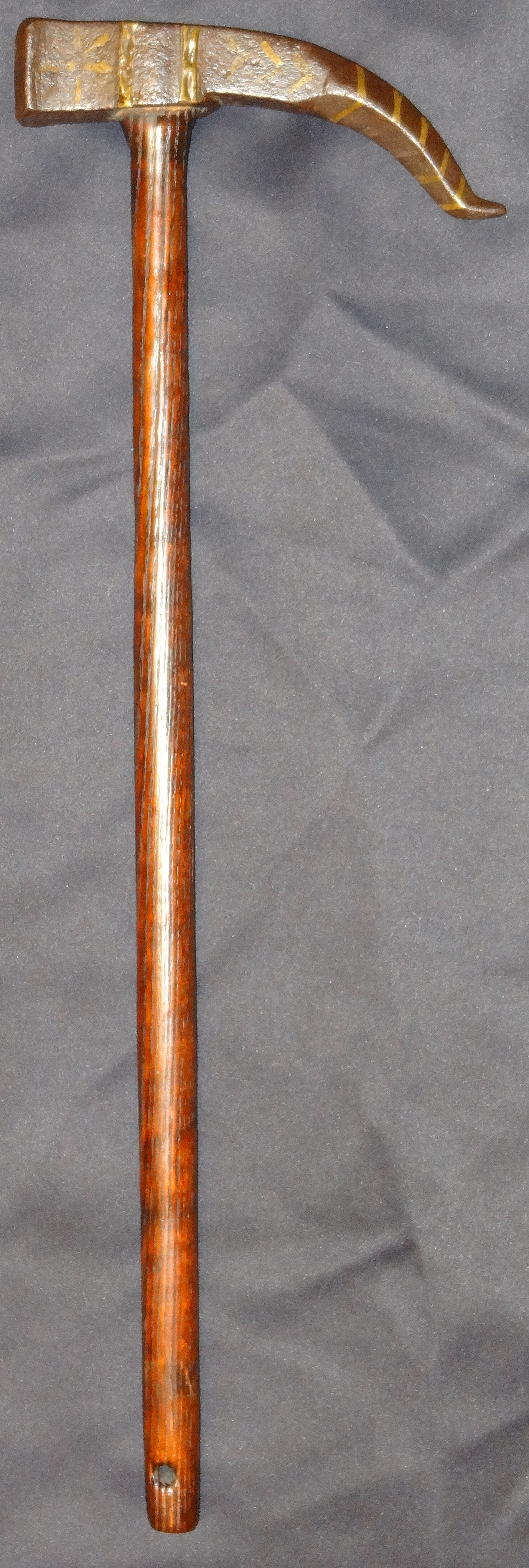

## Autour de l'arme
- Charles Martel lui devrait son nom.
- Mjöllnir est le célèbre marteau d'armes du dieu scandinave Thor.